# ريتشارد ك. بارسونز
ريتشارد ك. بارسونز (بالإنجليزية: Richard C. Parsons)‏ هو صحفي ومحامي ودبلوماسي وسياسي أمريكي، ولد في 10 أكتوبر 1826 في نيو لندن في الولايات المتحدة، وتوفي في 9 يناير 1899 في كليفلاند في الولايات المتحدة. حزبياً، نشط في الحزب الجمهوري. وقد انتخب عضو مجلس النواب الأمريكي.